# Dictyssa clathrata
Dictyssa clathrata är en insektsart som beskrevs av Melichar 1906. Dictyssa clathrata ingår i släktet Dictyssa och familjen sköldstritar. Inga underarter finns listade i Catalogue of Life.